# Grand Prix automobile de France 2018
GP précédent GP suivant
Le Grand Prix automobile de France 2018 (Formula 1 Pirelli Grand Prix de France 2018) disputé le 24 juin 2018 sur le circuit Paul-Ricard, est la 984e épreuve du championnat du monde de Formule 1 courue depuis 1950. Plus aucun Grand Prix n'avait été organisé en France depuis 2008, et pour son retour, il s'agit de la 59e édition du Grand Prix de France comptant pour le championnat du monde de Formule 1 et de la huitième manche du championnat 2018. Le circuit varois a déjà accueilli l'épreuve quatorze fois entre 1971 et 1983 et de 1985 à 1990, avant de laisser la place à Magny-Cours, pour dix-huit éditions, de 1991 à 2008.
Les Mercedes W09 se montrent particulièrement performantes sur le tracé varois, que tous les pilotes du plateau découvrent, la précédente édition de l'épreuve sur ce circuit s'étant déroulée en 1990. Lewis Hamilton et son coéquipier Valtteri Bottas dominent les trois séances d'essais puis Hamilton termine premier des trois phases qualificatives. Lors de sa dernière tentative, il est, l'espace d'un instant, devancé par son coéquipier mais parvient à le battre de 118 millièmes de seconde pour porter son record à soixante-quinze pole positions ; la première ligne est ainsi occupée par l'écurie quadruple championne du monde en titre. Sebastian Vettel se rapproche à trois dixièmes de seconde pour partir en deuxième ligne, devant Max Verstappen. Les trois écuries de pointe monopolisent une nouvelle fois les meilleures places sur la grille Daniel Ricciardo précédant Kimi Räikkönen sur la troisième ligne. En quatrième ligne, Carlos Sainz Jr., auteur du septième temps, devance Charles Leclerc qui, au volant de sa Sauber, atteint pour la première fois la phase finale des qualifications.
Lewis Hamilton s'est désormais imposé sur tous les circuits actuellement utilisés dans le championnat du monde, et en comptant ceux ne figurant plus au calendrier, le quadruple champion du monde britannique gagne sur une vingt-sixième piste différente au terme de 53 tours du tracé du Castellet où il n'a jamais été inquiété, leader de bout en bout hormis durant le 33e tour mené par Kimi Räikkönen au moment de son unique arrêt au stand. Hamilton remporte ainsi la soixante-cinquième victoire de sa carrière et sa troisième de la saison. La course se joue pour l'essentiel dès le départ quand Sebastian Vettel accroche Valtteri Bottas dans le premier virage ; museau explosé pour le pilote Ferrari et pneu crevé pour celui de la Mercedes conduisent à un retour au stand des deux rivaux qui repartent au fond du peloton. Vettel, jugé responsable du crash, écope d'une pénalité de cinq secondes. Un peu plus loin, toujours durant le premier tour, Esteban Ocon et Pierre Gasly s'accrochent, abandonnent et provoquent la sortie de la voiture de sécurité pour quatre tours. Alors que Vettel et Bottas remontent vers les points au fil de l'épreuve, Max Verstappen roule tout du long en deuxième position tandis que Kimi Räikkönen prend le meilleur sur Daniel Ricciardo pour le gain de la troisième place. La remontée de Vettel s'achève au cinquième rang, celle de Bottas au septième. Entre les deux, Kevin Magnussen s'intercale et prend les huit points de la sixième place. Carlos Sainz Jr., qui a roulé au troisième rang en début de course, termine huitième, à l'agonie, sa Renault en proie à un manque de puissance, devant son coéquipier Nico Hülkenberg et Charles Leclerc qui sauve le point de la dixième place en résistant jusqu'au bout à Romain Grosjean. 
Lewis Hamilton, avec 145 points, reprend la tête du championnat à Sebastian Vettel (131 points). Ricciardo (avec 96 points) précède désormais Bottas (92 points) et Kimi Räikkönen (83 points). Mercedes (237 points) reste en tête du championnat du monde des constructeurs, devant Ferrari (214 points) et Red Bull Racing (164 points) ; suivent Renault (62 points), McLaren (40 points), Force India (28 points), Haas (27 points), Scuderia Toro Rosso (19 points) puis Sauber (13 points) et Williams (4 points).

## Pneus disponibles
| Pneus pour piste sèche | Pneus pour piste sèche | Pneus pour piste sèche | Pneus pluie    | Pneus pluie |
| ---------------------- | ---------------------- | ---------------------- | -------------- | ----------- |
| Ultra tendres          | Super tendres          | Tendres                | Intermédiaires | Pluie       |

## Essais libres

### Première séance, le vendredi de 12 h à 13 h 30
| Pos. | Pilote           | Voiture            | Chrono         | Écart     |
| ---- | ---------------- | ------------------ | -------------- | --------- |
| 1    | Lewis Hamilton   | Mercedes           | 1 min 32 s 231 |           |
| 2    | Valtteri Bottas  | Mercedes           | 1 min 32 s 371 | + 0 s 140 |
| 3    | Daniel Ricciardo | Red Bull-TAG Heuer | 1 min 32 s 527 | + 0 s 296 |
| 4    | Kimi Räikkönen   | Ferrari            | 1 min 33 s 033 | + 0 s 772 |
| 5    | Sebastian Vettel | Ferrari            | 1 min 33 s 172 | + 0 s 941 |
| 6    | Romain Grosjean  | Haas-Ferrari       | 1 min 33 s 318 | + 1 s 087 |

### Deuxième séance, le vendredi de 16 h à 17 h 30
| Pos. | Pilote           | Voiture            | Chrono         | Écart     |
| ---- | ---------------- | ------------------ | -------------- | --------- |
| 1    | Lewis Hamilton   | Mercedes           | 1 min 32 s 539 |           |
| 2    | Daniel Ricciardo | Red Bull-TAG Heuer | 1 min 33 s 243 | + 0 s 704 |
| 3    | Max Verstappen   | Red Bull-TAG Heuer | 1 min 33 s 271 | + 0 s 732 |
| 4    | Kimi Räikkönen   | Ferrari            | 1 min 33 s 426 | + 0 s 887 |
| 5    | Sebastian Vettel | Ferrari            | 1 min 33 s 689 | + 1 s 150 |
| 6    | Romain Grosjean  | Haas-Ferrari       | 1 min 33 s 699 | + 1 s 160 |

### Troisième séance, le samedi de 13 h à 14 h
| Pos. | Pilote            | Voiture         | Chrono         | Écart     |
| ---- | ----------------- | --------------- | -------------- | --------- |
| 1    | Valtteri Bottas   | Mercedes        | 1 min 33 s 666 |           |
| 2    | Carlos Sainz Jr.  | Renault         | 1 min 34 s 953 | + 1 s 287 |
| 3    | Charles Leclerc   | Sauber-Ferrari  | 1 min 35 s 012 | + 1 s 346 |
| 4    | Fernando Alonso   | McLaren-Renault | 1 min 36 s 365 | + 2 s 699 |
| 5    | Sebastian Vettel  | Ferrari         | 1 min 36 s 756 | + 3 s 090 |
| 6    | Stoffel Vandoorne | McLaren-Renault | 1 min 37 s 547 | + 3 s 881 |

- Seuls quinze pilotes réalisent un tour chronométré durant les dix premières minutes de cette session d'essai, avant qu'une averse ne s'abatte sur le circuit, inondant la piste. Les pilotes choisissent alors de ne pas ressortir des stands afin de garder leurs pneus sculptés intacts compte-tenu de la météo menaçante prévue pour les qualifications et la course[5],[6],[7].

## Séance de qualifications

### Résultats des qualifications
| Pos.                                                                                      | Pilote            | Écurie               | Qualifications 1 | Qualifications 2 | Qualifications 3 |
| ----------------------------------------------------------------------------------------- | ----------------- | -------------------- | ---------------- | ---------------- | ---------------- |
| 1                                                                                         | Lewis Hamilton    | Mercedes             | 1 min 31 s 271   | 1 min 30 s 645   | 1 min 30 s 029   |
| 2                                                                                         | Valtteri Bottas   | Mercedes             | 1 min 31 s 776   | 1 min 31 s 227   | 1 min 30 s 147   |
| 3                                                                                         | Sebastian Vettel  | Ferrari              | 1 min 31 s 820   | 1 min 30 s 751   | 1 min 30 s 400   |
| 4                                                                                         | Max Verstappen    | Red Bull-TAG Heuer   | 1 min 31 s 531   | 1 min 30 s 818   | 1 min 30 s 705   |
| 5                                                                                         | Daniel Ricciardo  | Red Bull-TAG Heuer   | 1 min 31 s 910   | 1 min 31 s 538   | 1 min 30 s 895   |
| 6                                                                                         | Kimi Räikkönen    | Ferrari              | 1 min 31 s 567   | 1 min 30 s 772   | 1 min 31 s 057   |
| 7                                                                                         | Carlos Sainz Jr.  | Renault              | 1 min 32 s 394   | 1 min 32 s 016   | 1 min 32 s 126   |
| 8                                                                                         | Charles Leclerc   | Sauber-Ferrari       | 1 min 32 s 538   | 1 min 32 s 055   | 1 min 32 s 635   |
| 9                                                                                         | Kevin Magnussen   | Haas-Ferrari         | 1 min 32 s 169   | 1 min 31 s 510   | 1 min 32 s 930   |
| 10                                                                                        | Romain Grosjean   | Haas-Ferrari         | 1 min 32 s 083   | 1 min 31 s 472   | Pas de temps     |
| 11                                                                                        | Esteban Ocon      | Force India-Mercedes | 1 min 32 s 786   | 1 min 32 s 075   |                  |
| 12                                                                                        | Nico Hülkenberg   | Renault              | 1 min 32 s 949   | 1 min 32 s 115   |                  |
| 13                                                                                        | Sergio Pérez      | Force India-Mercedes | 1 min 32 s 692   | 1 min 32 s 454   |                  |
| 14                                                                                        | Pierre Gasly      | Toro Rosso-Honda     | 1 min 32 s 447   | 1 min 32 s 460   |                  |
| 15                                                                                        | Marcus Ericsson   | Sauber-Ferrari       | 1 min 32 s 804   | 1 min 32 s 820   |                  |
| 16                                                                                        | Fernando Alonso   | McLaren-Renault      | 1 min 32 s 976   |                  |                  |
| 17                                                                                        | Brendon Hartley   | Toro Rosso-Honda     | 1 min 33 s 025   |                  |                  |
| 18                                                                                        | Stoffel Vandoorne | McLaren-Renault      | 1 min 33 s 162   |                  |                  |
| 19                                                                                        | Sergey Sirotkin   | Williams-Mercedes    | 1 min 33 s 636   |                  |                  |
| 20                                                                                        | Lance Stroll      | Williams-Mercedes    | 1 min 33 s 729   |                  |                  |
| Temps minimal à réaliser pour la qualification : 1 min 37 s 659 (107 % de 1 min 31 s 271) |                   |                      |                  |                  |                  |

### Grille de départ
- Brendon Hartley, auteur du dix-septième temps, a connu un problème sur son groupe propulseur à la fin de la deuxième séance d'essai avec un début d'incendie. Honda a remplacé l'intégralité du groupe propulseur et le Néo-Zélandais est pénalisé d'un recul de 10 places après le changement de ses quatrièmes exemplaires de moteur, turbocompresseur et MGU-H et de 25 places supplémentaires après les changements de ses troisièmes exemplaires de MGU-K, batterie et système électronique ; il s'élance de la dernière place sur la grille[9] ;

## Course

### Classement de la course
| Pos. | no | Pilote            | Écurie               | Tours | Temps/Abandon                           | Grille | Points |
| ---- | -- | ----------------- | -------------------- | ----- | --------------------------------------- | ------ | ------ |
| 1    | 44 | Lewis Hamilton    | Mercedes             | 53    | 1 h 30 min 11 s 385 (205,983 km/h)      | 1      | 25     |
| 2    | 33 | Max Verstappen    | Red Bull-TAG Heuer   | 53    | + 7 s 090                               | 4      | 18     |
| 3    | 7  | Kimi Räikkönen    | Ferrari              | 53    | + 25 s 888                              | 6      | 15     |
| 4    | 3  | Daniel Ricciardo  | Red Bull-TAG Heuer   | 53    | + 34 s 736                              | 5      | 12     |
| 5    | 5  | Sebastian Vettel  | Ferrari              | 53    | + 1 min 01 s 935 (dont 5 s de pénalité) | 3      | 10     |
| 6    | 20 | Kevin Magnussen   | Haas-Ferrari         | 53    | + 1 min 19 s 364                        | 9      | 8      |
| 7    | 77 | Valtteri Bottas   | Mercedes             | 53    | + 1 min 20 s 632                        | 2      | 6      |
| 8    | 55 | Carlos Sainz Jr.  | Renault              | 53    | + 1 min 27 s 184                        | 7      | 4      |
| 9    | 27 | Nico Hülkenberg   | Renault              | 53    | + 1 min 31 s 989                        | 12     | 2      |
| 10   | 16 | Charles Leclerc   | Sauber-Ferrari       | 53    | + 1 min 33 s 873                        | 8      | 1      |
| 11   | 8  | Romain Grosjean   | Haas-Ferrari         | 52    | + 1 tour                                | 10     |        |
| 12   | 2  | Stoffel Vandoorne | McLaren-Renault      | 52    | + 1 tour                                | 17     |        |
| 13   | 9  | Marcus Ericsson   | Sauber-Ferrari       | 52    | + 1 tour                                | 15     |        |
| 14   | 28 | Brendon Hartley   | Toro Rosso-Honda     | 52    | + 1 tour                                | 20     |        |
| 15   | 35 | Sergey Sirotkin   | Williams-Mercedes    | 52    | + 1 tour (dont 5 s de pénalité)         | 18     |        |
| 16   | 14 | Fernando Alonso   | McLaren-Renault      | 50    | Roue                                    | 16     |        |
| 17   | 18 | Lance Stroll      | Williams-Mercedes    | 48    | Crevaison                               | 19     |        |
| Abd. | 11 | Sergio Pérez      | Force India-Mercedes | 27    | Hydraulique                             | 13     |        |
| Abd. | 31 | Esteban Ocon      | Force India-Mercedes | 0     | Accrochage avec Gasly                   | 11     |        |
| Abd. | 10 | Pierre Gasly      | Toro Rosso-Honda     | 0     | Accrochage avec Ocon                    | 14     |        |

### Pole position et record du tour
- Pole position :  Lewis Hamilton (Mercedes) en 1 min 30 s 029 (233,605 km/h)[11].
- Meilleur tour en course :  Valtteri Bottas (Mercedes) en 1 min 34 s 225 (223,202 km/h) au quarante-et-unième tour[12].

### Tours en tête
- Lewis Hamilton (Mercedes) : 52 tours (1-32 / 34-53)[13]
- Kimi Räikkönen (Ferrari) : 1 tour (33)

## Classements généraux à l'issue de la course
| Pos. | Pilote            | Écurie               | Points |
| ---- | ----------------- | -------------------- | ------ |
| 1    | Lewis Hamilton    | Mercedes             | 145    |
| 2    | Sebastian Vettel  | Ferrari              | 131    |
| 3    | Daniel Ricciardo  | Red Bull-TAG Heuer   | 96     |
| 4    | Valtteri Bottas   | Mercedes             | 92     |
| 5    | Kimi Räikkönen    | Ferrari              | 83     |
| 6    | Max Verstappen    | Red Bull-TAG Heuer   | 68     |
| 7    | Nico Hülkenberg   | Renault              | 34     |
| 8    | Fernando Alonso   | McLaren-Renault      | 32     |
| 9    | Carlos Sainz Jr.  | Renault              | 28     |
| 10   | Kevin Magnussen   | Haas-Ferrari         | 27     |
| 11   | Pierre Gasly      | Toro Rosso-Honda     | 18     |
| 12   | Sergio Pérez      | Force India-Mercedes | 17     |
| 13   | Esteban Ocon      | Force India-Mercedes | 11     |
| 14   | Charles Leclerc   | Sauber-Ferrari       | 11     |
| 15   | Stoffel Vandoorne | McLaren-Renault      | 8      |
| 16   | Lance Stroll      | Williams-Mercedes    | 4      |
| 17   | Marcus Ericsson   | Sauber-Ferrari       | 2      |
| 18   | Brendon Hartley   | Toro Rosso-Honda     | 1      |

| Pos. | Écurie               | Points |
| ---- | -------------------- | ------ |
| 1    | Mercedes             | 237    |
| 2    | Ferrari              | 214    |
| 3    | Red Bull-TAG Heuer   | 164    |
| 4    | Renault              | 62     |
| 5    | McLaren-Renault      | 40     |
| 6    | Force India-Mercedes | 28     |
| 7    | Haas-Ferrari         | 27     |
| 8    | Toro Rosso-Honda     | 19     |
| 9    | Sauber-Ferrari       | 13     |
| 10   | Williams-Mercedes    | 4      |

## Statistiques
Le Grand Prix de France 2018 représente :
- la 75e pole position de Lewis Hamilton, sa première en France[16] ;
- la 65e victoire de Lewis Hamilton[17] ;
- la 42e victoire de Lewis Hamilton en partant de la pole position, nouveau record[18] ;
- la 79e victoire de Mercedes en tant que constructeur[19] ;
- la 165e victoire de Mercedes en tant que motoriste[20].

Au cours de ce Grand Prix :
- Lewis Hamilton s'impose sur un vingt-sixième circuit différent. Il a donc gagné sur toutes les pistes de l'actuel calendrier du championnat du monde, plus celles d'Indianapolis, d'Istanbul, de Kuala Lumpur, du Nürburgring et sur le Fuji Speedway, où les Formules 1 ne courent plus[17] ;
- Sebastian Vettel est élu « Pilote du jour » lors d'un vote organisé sur le site officiel de la Formule 1[21] ;
- Yannick Dalmas (24 départs en Grands Prix de Formule 1 entre 1987 et 1994 et quadruple vainqueur des 24 Heures du Mans en 1992, 1994, 1995 et 1999) est nommé conseiller auprès des commissaires de course par la FIA pour les aider dans leurs jugements[22].